# Iłowo (wieś w powiecie sępoleńskim)
Iłowo – wieś w Polsce, położona w województwie kujawsko-pomorskim, w powiecie sępoleńskim, w gminie Sępólno Krajeńskie.
W latach 1975–1998 miejscowość administracyjnie należała do województwa bydgoskiego. Według Narodowego Spisu Powszechnego (III 2011 r.) liczyła 300 mieszkańców. Jest ósmą co do wielkości miejscowością gminy Sępólno Krajeńskie.

## Części wsi
| SIMC    | Nazwa      | Rodzaj  |
| ------- | ---------- | ------- |
| 0094981 | Diabli Kąt | kolonia |
| 0094998 | Kacze Raje | kolonia |

## Zabytki
Według rejestru zabytków NID na listę zabytków wpisane są:
- kościół ewangelicki, obecnie rzymskokatolicki filialny, pw. św. Andrzeja Boboli, 1904–1905, nr rej.: A/1542 z 24.11.2009
- zespół dworski, nr rej.: A/1444 z 30.01.1985:
  - dwór, 3. ćwierć XIX w.
  - park, koniec XIX w.
  - owczarnia, 1880, nr rej.: A/1564 z 22.06.2010.